# Pisana stenica
Pisana stenica (znanstveno ime Eurydema ventralis) je vrsta stenice iz družine ščitastih stenic, razširjena po večjem delu Evrope in vzhodnem Sredozemlju ter prek južnega dela Azije do Indijske podceline.
Odrasli dosežejo v dolžino 8 do 12 mm in imajo dvobarven vzorec s črnimi lisami na rdeči podlagi. Odvisno od življenjskega stadija se pojavlja tudi rumenkasta ali oranžna osnovna obarvanost. Zelo podobna je penušini kapusnici (E. dominulus) in kapusni stenici (E. ornatum), ki imata manj izrazite črne proge ob robu hrbtne strani zadka.
Prehranjuje se z različnimi vrstami rastlin, znana pa je predvsem kot občasen škodljivec na gojenih križnicah, kot so zelje, cvetača in ohrovt.